# Droga ekspresowa 85 (Izrael)
Droga ekspresowa 85 (hebr. כביש 85) – droga krajowa biegnąca z miasta Akka przez Galileę do kibucu Ami'ad na północ od Jeziora Tyberiadzkiego w Izraelu.

## Przebieg
Droga nr 85 biegnie równoleżnikowo z zachodu na wschód, od miasta Akka do kibucu Ami'ad na północ od Jeziora Tyberiadzkiego.

### Równina przybrzeżna
Swój początek bierze w mieście Akka na rondzie będącym skrzyżowaniem z drogą nr 8510. Kieruje się na wschód ulicą Ben Ammi, mija przejazd kolejowo-drogowy na linii kolejowej z Akki do Tel Awiwu. Budowany jest tutaj wiadukt, dzięki czemu droga nr 85 będzie od samego początku drogą dwujezdniową. Po przejechaniu placu budowy jest rondo z ulicą Josefa Gadisza. Na południe od tego miejsca znajduje się Stadion im. Napoleona. Dalej już jako droga dwujezdniowa mija od północy wzgórze Tell Akka (100 metrów n.p.m.) – po stronie północnej jest Park Lili Szaron - i po ok. 1,5 km dojeżdża się do skrzyżowania z sygnalizacją świetlną z ulicą Abrahama Ben Szoszan. Kawałek dalej znajduje się skrzyżowanie Akka z drogą ekspresową nr 4, która pełni rolę obwodnicy Akki. Po przejechaniu 3 km dojeżdża się do podnóża wzgórz Zachodniej Galilei. Jest tutaj skrzyżowanie z drogą prowadzącą na północ do miejscowości Dżudajda-Makr. Następnie mija się położony na północy nowy cmentarz Akki i po około 2 km dociera się do skrzyżowania z drogą nr 70 przy moszawie Achihud.

### Dolna Galilea
W rejonie moszawu Achihud droga nr 85 zaczyna wić się między wzgórzami Zachodniej Galilei. Około 2 km za moszawem Achihud, na południe od drogi jest położona strefa przemysłowa Ba Lev. Następnie droga przejeżdża między położonym na północy wzgórzem Har Gamal (324 m n.p.m.) a położonym na południu Har Gillon (367 m n.p.m.), i dociera do Doliny Bet ha-Kerem, która wyznacza granicę między Dolną a Górną Galileą. U wlotu do doliny jest skrzyżowanie Gilon z drogą nr 8512, która prowadzi na północ do bazy wojskowej Jarka i na południe do wiosek komunalnych Gilon oraz Curit. Następnie mija się położone na północy miasteczko Madżd al-Krum (dwa zjazdy), i kilometr dalej skrzyżowanie z drogą prowadzącą na północ do miejscowości Bina i Dejr al-Asad. Przez kilka kolejnych kilometrów droga mija położone na południu miasto Karmiel (dwa zjazdy). Droga nr 784 odchodzi tutaj na południe do wioski komunalnej Szoraszim, a droga nr 854 na północ do wioski komunalnej Lawon. Potem droga mija strefę przemysłową Karmiel i dociera do skrzyżowania z drogą prowadzącą na północ do miejscowości Nachf. Około 2 km dalej mija się moszaw Szezor i dociera do skrzyżowania z drogą nr 8566 prowadzącą na północny zachód do miejscowości Sadżur i Rama. Dalej droga wjeżdża do Doliny Chananja i po około 1 km dociera do położonego na północy miasteczka Rama. W kierunku północnym odchodzi tutaj droga nr 864 do wioski komunalnej Haraszim, oraz miejscowości Bet Dżan i Peki’in. Natomiast droga nr 804 prowadzi na południe do wiosek Ras al-Ajn i Sallama. Za tym ostatnim skrzyżowaniem droga nr 85 przechodzi w jednojezdniową i po 2,5 km dojeżdża do skrzyżowania z drogą prowadzącą na południe do kibucu Moran. Kilometr dalej jest skrzyżowanie z drogą nr 866, która prowadzi na północ do kibucu Parod i wioski En al-Asad. Kawałek dalej jest skrzyżowanie z prowadzącą na południe drogą nr 806, którą dojeżdża się do wioski komunalnej Kefar Chananja i miejscowości Maghar. Odcinek drogi z Karmiel do Kefar Chananja należy do dziesięciu najbardziej niebezpiecznych dróg Izraela.

### Rów Jordanu
Po minięciu wioski Kefar Chananja droga nr 85 zaczyna zjeżdżać do depresji Rowu Jordanu na północ od jeziora Tyberiadzkiego. Po około 3 km dociera się do skrzyżowania z drogą nr 65 przy kibucu Kaddarim. Następnie mija się położony na południu moszaw Kachal i po stronie północnej bazę wojskową Am'iad. Droga nr 85 kończy swój bieg na skrzyżowania Ami'ad z drogą nr 90 przy kibucu Ami'ad i wiosce Korazim. Ten odcinek drogi będzie w najbliższych latach przebudowywany, tak aby droga nr 85 była dwujezdniową drogą ekspresową.